# Biblioteca comunale Laudense
La Biblioteca comunale Laudense è la più antica biblioteca di Lodi, aperta al pubblico dal 1792. Si trova nel centro della città, poco distante da piazza della Vittoria, ed è adiacente alla coeva chiesa di San Filippo Neri, con cui condivide lo stile barocco lombardo della facciata.

## Storia
La Biblioteca comunale Laudense, o Biblioteca Laudense, si trova nel Palazzo di San Filippo, che rappresenta uno dei migliori esempi del barocco lombardo della seconda metà del '700. Sino alla Rivoluzione Francese il palazzo fu, con la chiesa attigua, sede della congregazione dei Preti dell'Oratorio o Filippini, fondata a Roma nel 1575 da San Filippo Neri, e stabilitasi in Lodi fin dal 1622. I primi oratoriani, acquistato nel 1639 lo stabile sull'area attuale lo adattarono per loro uso e terminarono i lavori con la costruzione della chiesa di San Filippo nel 1645. Nel 1740 lo stabile e la chiesa che ospitavano i Padri da quasi un secolo furono demoliti ad opera dei fratelli mastri Michele e Pietro Giacomo Sartorio, esponenti del rococò lodigiano già responsabili (insieme al padre Domenico) del progetto di Villa Barni, e l'anno stesso (secondo quanto riferito dal cronista contemporaneo padre Anselmo Robba) iniziò la nuova costruzione da parte del Veneroni.
La realizzazione del complesso, proseguì sino al 1758, anno in cui viene terminata la grande sala a volta che ancora oggi ospita la Biblioteca e che Federico Ferrari decorò con "San Filippo in contemplazione della croce" nel 1764. Nel 1765 furono terminati anche i grandi armadi in noce della sala che si alzano per ben 8 metri e le cui parti di ornato sono dovuti al Cavanna, celebre intagliatore dell'epoca, ma altre fonti attribuiscono il lavoro alla famiglia Oppizio e altre ancora alludono a una collaborazione tra il Cavanna e gli Oppizio.

## Istituzione e apertura al pubblico
La congregazione dei Filippini dedicò sempre particolare cura alle scienze letterarie ed alle scienze storiche come ancor oggi testimoniato dal ricco patrimonio conservato nella "libreria" (antico nome della Biblioteca). Nel 1792, dopo lunghe trattative con il governo austriaco, la Biblioteca venne aperta al pubblico. La venuta a Lodi delle truppe francesi (maggio 1796) costrinse i frati Filippini a cessare ogni attività e così la Biblioteca rimase chiusa finché, nel settembre del 1798, la Municipalità di Lodi la riaprì al pubblico. Come effetto delle soppressioni francesi, vennero consegnati alla Biblioteca i volumi già custoditi nei conventi dei Cappuccini di Caravaggio, degli Olivetani di San Cristoforo e degli Agostiniani di Sant'Agnese.
Nel 1802 la "libreria" degli ex-Filippini venne dichiarata proprietà della città di Lodi e a dirigerla fu chiamato il dott. Clodoaldo Fugazza, allora primario dell'Ospedale maggiore di Lodi. Tra i successivi bibliotecari spiccano i nomi di Agostino Bassi, l’abate Luigi Anelli, lo storico e dantista Giovanni Agnelli e Giovanni Baroni che, direttore dal 1926, diede notevole sviluppo alle raccolte della Biblioteca.

## Offerta pubblica
L'edificio ospita una sezione storica, una sezione di pubblica lettura (nel cui catalogo è conservata una rilevante collezione ottocentesca) e una sezione per bambini e ragazzi. La sede della biblioteca offre anche degli spazi per lo studio individuale. È presente inoltre una sede distaccata della biblioteca situata presso Villa Braila.